# Канацулева къща
Хадзимихаиловата или Канацулевата къща (на гръцки: Οικία Κανατσούλη, Οικία Χατζημιχαήλ) е къща в град Сятища, Гърция.

## Местоположение
Къщата е разположена в северната махала Хора, срещу Сятищката митрополия.

## История
Историята на фамилията Хадзимихаил започва в 1700 година, когато търговецът и земевладелец Никос Хадзимихаил от сятищкото село Дряново избягва в Сятища. Неговите синове Павлос, Дукас и Николаос основават търговска къща във Виена, столицата на Австрийската империя. Търговските им дейности, освен Балканския полуостров, се простират от Будапеща и Виена до Лайпциг и по-на север до Амстердам. Тримата братя са активни членове на гръцката община във Виена. Павел остава за постоянно във Виена и в 1798 година му е дадена благородническа титла.
Никос Хадзимихаил построява величественото имение срещу митрополията на Сисани и Сятища. Търговският символ на семейството и датата 1757 година са гравирани върху плоча над главния вход на къщата. Според други исторически свидетелства къщата е построена в 1746 година. В 1786 година Николаос Хадзимихаил умира и го наследява Димитриос, който в 1787 година се жени за Агни, дъщерята на Георгиос Манусис от другото влиятелно търговско семейство на Сятища. През пролетта на 1821 година той участва в срещата в Сятища, където е решено да се изпрати Николаос Касомулис на срещата на вождовете в Олимп. В 1856 година лекарят от Кожани Атанасиос Канацулис се жени за Агни Хадзимихаил, внучка на Димитриос Нику Хадзимихаил. Техните потомците са собственици на имението.
В 1937 година къщата е обявена за паметник на културата.

## Архитектура
Къщата има забележителна архитектура, както и ценна вътрешна украса със стенописи и дърворезба. Вътрешният стенопис в зимното помещение, наречен „Пантеон“, е основна забележителност на имението. Рисуван е в 1811 година от Евтимиос от Стара Патра, чиито произведения се срещат и в други къщи в града. В стенописа са разгърнати сцени от гръцката митология: Мойри, Раждането на Атина, Кронос изяжда децата си, Кронос, Афродита, Еол, Рея и Корибанти, Отвличането на Персефона, Дике, Сфинкс, Пан, Асклепий, Артемида, Хефест, Горгони, Аполон, Химера. Дори вътрешните повърхности на прозорците и лампите на вратите са изписани. На капителите на три колони има три човешки фигури, котио може би са Димитриос Хадзимихаил, Агни и Евтимиос.